# Graffiti Research Lab

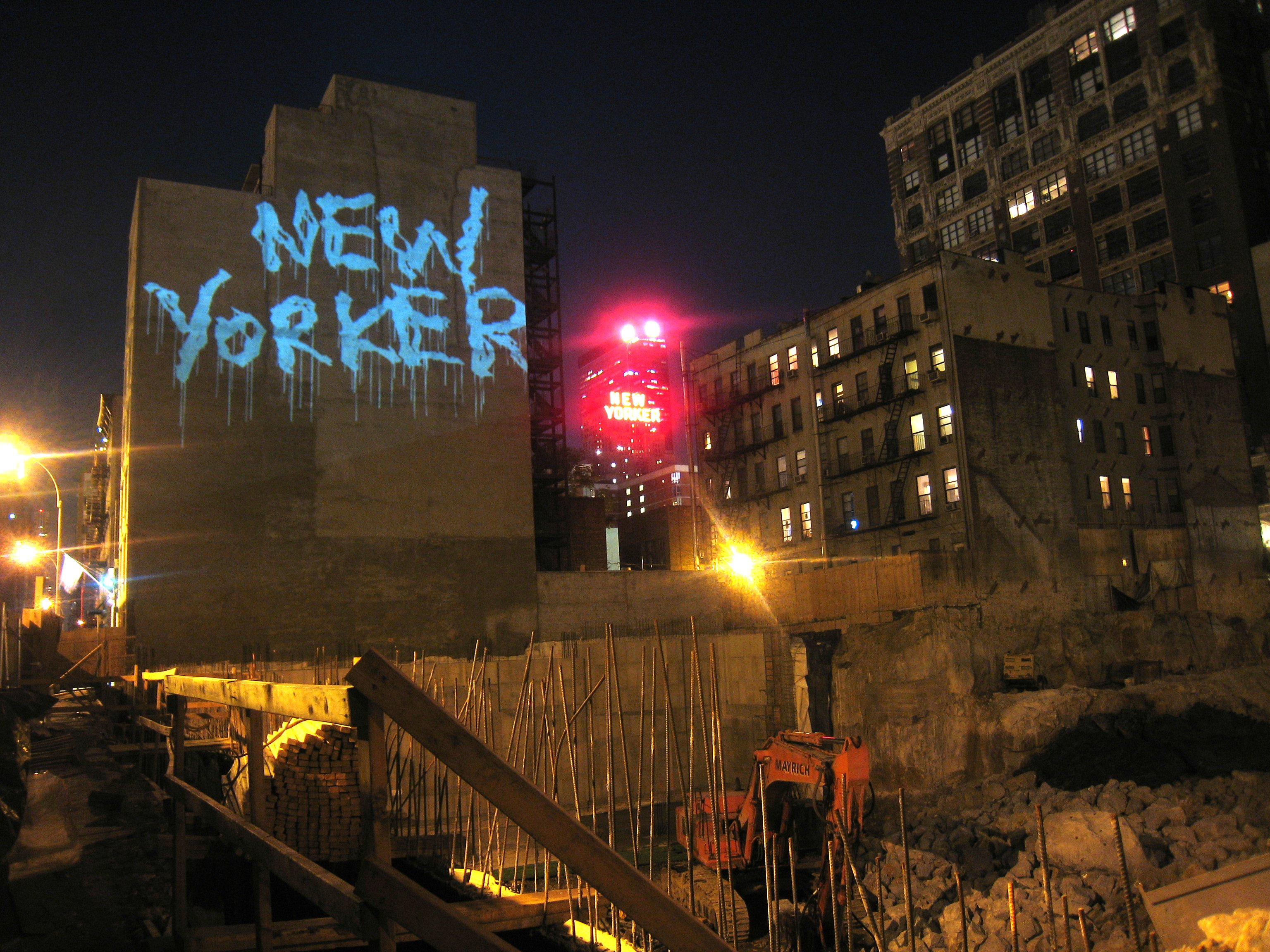
Muestra un código en arte grafica

Graffiti Research Lab es una organización fundada por Evan Roth y James Powderly, es un grupo artístico dedicado a grupos de escritores de graffitis y artistas que utilizan tecnologías de código abierto para la comunicación urbana.
Graffiti Research Lab es particularmente conocida por la invención de los LED Throwies, los cuales probablemente fueron la inspiración de los anunciantes que distribuían "mooninities" alrededor de Boston y Cambridge en el fenómeno ocurrido conocido como "2007 Boston Mooninitie Scare" (durante la promoción de una película de dibujos animados la policía creyó erróneamente que la propaganda distribuida podría estar ligada a aparatos explosivos improvisados).
Otras invenciones notables de esta organización son:
- L.A.S.E.R. Tag, un sistema de visión por computadora que incluye un proyector que permite escribir en paredes con la ayuda de un indicadore láser de alta potencia.

- Electrograf, una técnica para construir circuitos sobre cualquier superficie usando pintura o cinta conductora de electricidad.

- Night Writer, un método para escribir palabras usando led trowies y colocarlas en lugares difíciles de alcanzar.

- Graffiti POV CAM